# Heikki Hirvonen
Heikki Hirvonen, född 8 februari 1895 i Bräkylä och död 19 augusti 1973 i Riihimäki, var en finsk längdskidåkare som tävlade under 1920-talet. Vid olympiska vinterspelen i Chamonix deltog han i militärpatrull och ingick i det finska laget som tog silver. Han var även anställd i den finska armén.